# Voer Sogn (Brønderslev Kommune)
 For alternative betydninger, se Voer Sogn. (Se også artikler, som begynder med Voer Sogn)
Voer Sogn er et sogn i Brønderslev Provsti (Aalborg Stift).
I 1800-tallet var Voer Sogn et selvstændigt pastorat. Det hørte til Dronninglund Herred i Hjørring Amt. Voer udgjorde sammen med Albæk Sogn en sognekommune. Senere blev hvert af sognene dog en selvstændig sognekommune. Ved kommunalreformen i 1970 blev Voer indlemmet i Dronninglund Kommune, som ved strukturreformen i 2007 indgik i Brønderslev Kommune.
I sognet ligger Voer Kirke fra Middelalderen. I 1903 blev Agersted Kirke opført som filialkirke, og Agersted blev et kirkedistrikt i Voer Sogn. 1. september 1995 blev Agersted Kirkedistrikt udskilt som det selvstændige Agersted Sogn.
I Voer Sogn findes følgende autoriserede stednavne:
- Bitteby (bebyggelse)
- Bunken (bebyggelse)
- Endelt (bebyggelse)
- Flauenskjold (bebyggelse)
- Frederiksberg (bebyggelse)
- Gårdsholt (bebyggelse)
- Hald (bebyggelse)
- Idskov (bebyggelse)
- Idskov Fælled (bebyggelse)
- Idskov Hede (bebyggelse)
- Kærsgårde (bebyggelse)
- Nørgård (bebyggelse)
- Peberbakken (areal, bebyggelse)
- Pulsbæk (vandareal)
- Pulsen (bebyggelse)
- Ryk-ind (bebyggelse)
- Spånbæk (vandareal)
- Trangets Mark (bebyggelse)
- Tøsbæk (vandareal)
- Vester Gårdsholt (bebyggelse)
- Vester Idskov (bebyggelse)
- Vesterskov (bebyggelse)
- Voer (bebyggelse)
- Voer Hede (bebyggelse)
- Voergård (ejerlav, landbrugsejendom)